# Halina Kanasz
Halina Kanasz-Wozny (* 30. Januar 1953 in Henryków) ist eine ehemalige polnische Rennrodlerin.
Halina Kanasz startete in ihrer aktiven Zeit für MBKS Śnieżka Karpacz. In der ersten Hälfte der 1970er Jahre gehörte die Rodlerin aus der damaligen polnischen Rodelhochburg Karpacz zu den weltbesten Athletinnen ihrer Sportart. Sie nahm an den Olympischen Winterspielen 1972 in Sapporo teil und kam mit ihrer Landsfrau Wiesława Martyka auf den geteilten sechsten Rang. Bei der Rennrodel-Europameisterschaften 1974 in Imst feierte sie ihren größten Erfolg und gewann hinter Margit Schumann und vor Ute Rührold die Silbermedaille. Ein Jahr später konnte Kanasz in Olang hinter Schumann und Eva-Maria Wernicke mit Bronze nochmals eine EM-Medaille gewinnen. Bei ihren zweiten Olympischen Spielen 1976 in Innsbruck erreichte sie Platz 14.